# آنتونیو پیتزونیا
آنتونیو رجینالدو پیتزونیا جونیور (به انگلیسی: Antônio Reginaldo Pizzonia Júnior) (زادهٔ ۱۱ سپتامبر ۱۹۸۰ در مانائوس، آمازوناس) رانندهٔ حرفه‌ای مسابقات اتومبیل‌رانی اهل برزیل است که در مسابقات فرمول یک و سری جهانی چمپ کار شرکت کرده‌است. تا سال ۲۰۱۳، او در مسابقات جهانی استقامت فیا (با تیم دلتا-ای‌دی‌آر) و سری گرند-ام رولکس (با تیم مایکل شنک ریسینگ) شرکت می‌کرده‌است.
پیتزونیا دوران حرفه‌ای خود را در مسابقات فرمول واکسول نوجوانان در سال ۱۹۹۷ آغاز کرد، و سپس به فعالیت خود در مسابقات نوجوانان مختلفی ادامه داد و برندهٔ جشنوارهٔ زمستان فرمول واکسول نوجوانان در سال ۱۹۹۷، جشنوارهٔ زمستانی فرمول واکسول نوجوانان و فرمول رنو در ۱۹۹۸، فرمول رنو ۲٫۰ یوکی در ۱۹۹۹، و مسابقات قهرمانی فرمول ۳ بریتانیا در سال ۲۰۰۰ شد. او در سال‌های ۲۰۰۱ و ۲۰۰۲ به مسابقات فرمول ۳۰۰۰ راه یافت و بهترین نتیجهٔ خود در این مسابقات را با کسب مقام ششم در سال ۲۰۰۱ بدست آورد. در سال ۲۰۰۳، او در سال ۲۰۰۳ به تیم فرمول یک جگوار پیوست، اما در پی کسب نتایج ضعیف، در میانهٔ فصل توسط این تیم کنار گذاشته‌شد. او در سال ۲۰۰۴ در چندین مسابقه به‌عنوان جایگزین رانندهٔ مصدوم تیم ویلیامز، رالف شوماخر شد و در آن زمان موفق به کسب اولین امتیازهای خود در مسابقات فرمول یک شد. در سال ۲۰۰۵ او در تیم ویلیامز جایگزین نیک هایدفلد شد، اما در پایان فصل قرارداد او با این تیم نیز فسخ شد. از آن زمان به‌بعد، او در چندین رشتهٔ مختلف اتومبیل‌رانی، مانند سری جهانی چمپ کار، سوپرلیگ فرمولا، استوک کار برزیل، و مسابقات جهانی جی‌تی۱ فیا شرکت کرد.

## نتایج کامل در فرمول یک
(کلید)
| سال  | تیم                       | شاسی              | موتور                | ۱            | ۲        | ۳        | ۴             | ۵          | ۶       | ۷         | ۸          | ۹            | ۱۰        | ۱۱          | ۱۲      | ۱۳         | ۱۴       | ۱۵           | ۱۶        | ۱۷       | ۱۸       | ۱۹      | قهرمانی رانندگان | امتیاز |
| ---- | ------------------------- | ----------------- | -------------------- | ------------ | -------- | -------- | ------------- | ---------- | ------- | --------- | ---------- | ------------ | --------- | ----------- | ------- | ---------- | -------- | ------------ | --------- | -------- | -------- | ------- | ---------------- | ------ |
| ۲۰۰۳ | تیم فرمول یک جگوار ریسینگ | جگوار آر۴         | کازوورث وی۱۰         | استرالیا ۱۳† | مالزی ب. | مالزی ب. | سان مارینو ۱۴ | اسپانیا ب. | اتریش ۹ | موناکو ب. | کانادا ۱۰† | اروپا ۱۰     | فرانسه ۱۰ | بریتانیا ب. | آلمان   | مجارستان   | ایتالیا  | ایالات متحده | ژاپن      |          |          |         | بیست‌ویکم         | ۰      |
| ۲۰۰۴ | ب‌ام‌و ویلیامز              | ویلیامز اف‌دبلیو۲۶ | ب‌ام‌و پی۸۴ ۳٫۰ وی۱۰   | استرالیا     | مالزی    | بحرین    | سان مارینو    | اسپانیا    | موناکو  | اروپا     | کانادا     | ایالات متحده | فرانسه    | بریتانیا    | آلمان ۷ | مجارستان ۷ | بلژیک ب. | ایتالیا ۷    | چین       | ژاپن     | برزیل    |         | پانزدهم          | ۶      |
| ۲۰۰۵ | ب‌ام‌و ویلیامز              | ویلیامز اف‌دبلیو۲۷ | ب‌ام‌و پی۸۴/۵ ۳٫۰ وی۱۰ | استرالیا     | مالزی    | بحرین    | سان مارینو    | اسپانیا    | موناکو  | اروپا     | کانادا     | ایالات متحده | فرانسه    | بریتانیا    | آلمان   | مجارستان   | ترکیه    | ایتالیا ۷    | بلژیک ۱۵† | برزیل ب. | ژاپن ۱۷† | چین ۱۳† | بیست‌ودوم         | ۲      |